# پای روسی

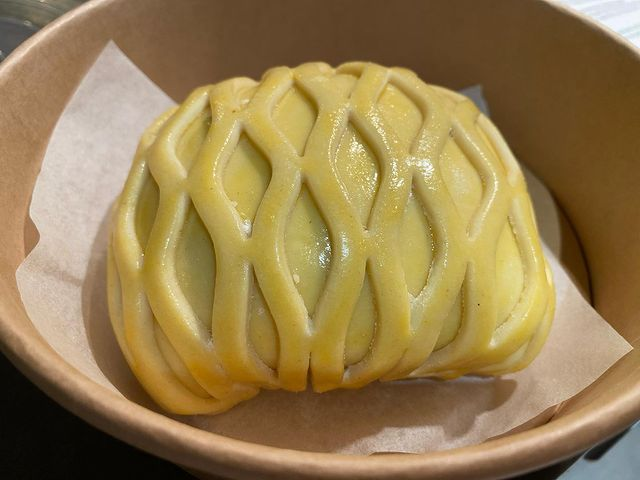
کولیبیاک سالمون خام

پای روسی (انگلیسی: Coulibiac) یا کولیبیاک (روسی: кулебяка، ت. «kulebyaka» [kʊlʲɪˈbʲakə]) نوعی پیراشکی است که معمولاً با ماهی آزاد یا ماهیان خاویاری، برنج یا گندم سیاه، تخم‌مرغ آب‌پز، قارچ چتری، پیاز و شوید پر می‌شود. این پیراشکی در خمیری که معمولاً از بریوش یا خمیر هزارلا ساخته شده، پخته می‌شود.
در اوایل قرن بیستم، سرآشپز فرانسوی اوگوست اسکوفیه این غذا را به فرانسه آورد و دستور تهیه آن را در کتابش The Complete Guide to the Art of Modern Cookery گنجاند.
کولیبیاک بزرگ کلاسیک چندین نوع مواد داخلی دارد که معمولاً ترکیبی از سفیدماهی (ماهیگیری) و برنج در لایه‌های بالا و پایین و فیله‌های ماهی خاویاری یا سالمون در میان آنهاست. معمولاً مواد داخلی به صورت جداگانه و مانند بلینی (غذا) تقسیم‌بندی می‌شوند تا از مخلوط شدن آنها جلوگیری شود. یکی از عجیب‌ترین مواد معمول در نسخه بزرگ این غذا «وسگا» است، که مغز استخوان ستون فقرات ماهی خاویاری است.
کولیبیاک همچنین با مواد داخلی ساده‌تر و گیاهی مانند کلم یا سیب‌زمینی نیز تهیه می‌شود.

## ریشه نام
نسخه‌های مختلفی دربارهٔ ریشه نام این غذا وجود دارد.
رایج‌ترین نظر این است که نام آن از زبان آلمانی آمده و مربوط به واژهٔ Kohlgebäck به معنی «کلم پخته شده در خمیر» است. نظریهٔ دیگر بر شباهت به کلمهٔ فنلاندی kala به معنی «ماهی» است. هر دو این نظریه‌ها توسط مکس فاسمر رد شده‌اند، زیرا کولِبیاکاها صرفاً پای‌های کلمی یا ماهی نیستند، بلکه پای‌هایی با چندین نوع مواد مختلف هستند که ممکن است شامل گوشت، ماهی یا قارچ هم باشند.
یکی از نظریه‌ها می‌گوید که «کولِبیاکا» از «کولوبوک» به معنی «نان کوچک» گرفته شده است. نظریهٔ دیگر ریشه کلمه را از کلمهٔ لهستانی kula به معنی «گوی» می‌داند که مشابه آن در زبان اوکراینی نیز وجود دارد. کلمه مشابه دیگری «کولو» به معنی «دایره» است. اگر این نظریه درست باشد، واضح است که نام پای به شکل گرد آن مرتبط است. از کلمهٔ коло به مرور زمان کلمهٔ روسی «کولوبوک» شکل گرفته و «کولِبیاکا» نیز در یکی از گویش‌های روسی از آن آمده است. از نظر الکسی سوبولفسکی، شکل «کولیوباکا» به کلمهٔ ко́лоб مربوط است که معنی «گوی، نان گرد» می‌دهد.
نظریهٔ دیگر که ولادیمیر دال هم طرفدار آن بود، می‌گوید نام «کولِبیاکا» از فعل «кулебячить» به معنی «ورز دادن با دست، چپاندن، خم کردن و شکل‌دادن» می‌آید که تمام فرایندهای آماده‌سازی خمیر را توصیف می‌کند.

## تاریخچه
منابع مختلف در مورد تاریخ اولین ذکر کولِبیاکا اختلاف نظر دارند؛ برخی از قرن دوازدهم، برخی از قرن شانزدهم و برخی دیگر از قرن هفدهم صحبت می‌کنند.
کولِبیاکاهای اولیه روسی فقط از خمیر ترش تهیه می‌شدند و چند لایه مواد داخل آنها وجود داشت؛ موادی مانند گوشت انواع مختلف، کلم، بلغور گندم سیاه، تخم مرغ آب‌پز، ماهی خشک و پخته، قارچ، پیاز، ویزیگا (نوعی ماهی) و غیره. این غذا مثل بلینی برای همه اقشار مردم - از دهقانان و صنعتگران تا اشراف و تزارها - غذا بود.
در قرن نوزدهم، سرآشپزهای فرانسوی که در روسیه کار می‌کردند به معروف شدن بین‌المللی کولِبیاکا کمک کردند. آنها دستور تهیه را به سبک «آشپزی عالی» تغییر دادند: خمیر ظریف‌تر فرانسوی و مواد داخلی مانند شکار، قارچ دکمه‌ای، برنج، ماهی سالمون و غیره.
کولِبیاکاهای مسکو بیشترین شهرت را پیدا کردند و همراه با خوراکی‌هایی مثل سوپ ماهی استرلگا و کالاچ به نمادهای آشپزی پایتخت تبدیل شدند و حتی به عنوان هدیه‌های رسمی «نان و نمک» به رسمیت شناخته شدند. طرفداران کولِبیاکاهای مسکو در قرن نوزدهم، از جمله الکساندر تورگنیف، پیوتر ویازمسکی و نیکولای گوگول، به آنها مدح می‌کردند.

## ویژگی‌های متمایز
ویژگی اصلی کولِبیاکا نسبت به پای‌های معمولی، داشتن چندین نوع مواد داخلی است که به صورت لایه‌ای و پشت سر هم گذاشته شده‌اند و معمولاً بین لایه‌ها نانکیک‌های نازک گذاشته می‌شود تا از ترکیب شدن آنها جلوگیری شود. این باعث می‌شود هر قطعه از کولِبیاکا همهٔ انواع مواد را داشته باشد.
ویژگی دیگر این است که نسبت مواد داخلی به وزن کل بیشتر از نصف است، در حالی که در پای‌های معمولی کمتر از نصف است. خمیر باید هم نازک و هم محکم باشد چون وظیفهٔ آن نگه داشتن مواد داخلی است.
معمولاً مواد داخلی کولِبیاکا از دو تا چهار نوع مختلف تشکیل شده، ولی تعداد لایه‌ها محدود به اندازهٔ پای و ظرفیت فر است. کولِبیاکاها همچنین در نحوهٔ چیدن مواد با هم تفاوت دارند؛ به صورت لایه‌های موازی یا به شکل زاویه‌دار. نوع‌هایی مانند «دو زاویه»، «سه زاویه» و «چهار زاویه» معروف هستند.
کولِبیاکا غذایی همه‌کاره است؛ بسته به نوع خمیر و مواد داخلی، ممکن است به عنوان پیش‌غذا، غذای اصلی یا همراه غذا (مثلاً به جای نان همراه سوپ) سرو شود. کمتر پیش می‌آید که به عنوان دسر استفاده شود، چون خمیر شیرین و مواد شیرین به ندرت در آن استفاده می‌شود.
کولِبیاکا شکل کشیده، بیضی و پف‌دار دارد که شبیه نان باگت است. این شکل باعث پخت بهتر مواد داخلی و برش‌هایی می‌شود که در هر برش همهٔ مواد دیده شود.

## تهیه
کوله‌بیاکای سنتی از خمیر ترش تهیه می‌شود، اما استفاده از خمیر هزارلایه یا خمیر ساده نیز مجاز است و برای پرکردنی شیرین، از خمیر شیرین استفاده می‌شود. ضخامت لایه خمیر که مواد داخل آن روی آن گذاشته می‌شود به نوع خمیر بستگی دارد: نباید خیلی ضخیم باشد (تا پس از پخت خمیر از حجم مواد بیشتر نشود). نکته اصلی این است که خمیر در نهایت شکل خود را حفظ کند و مانند یک ظرف برای مواد باشد و فقط مکمل آن‌ها هنگام سرو باشد، همانند خمیر در اکلر یا نان لواش برای شاورما.
قبل از شکل‌دادن کوله‌بیاکا، باید پنکیک‌های نازک ساده پخت شود که بین مواد مختلف جداکننده باشند و طعم آن‌ها را تحت تأثیر قرار ندهند.
مواد پرکردنی باید قبل از استفاده تا حد کامل یا نیمه‌پخته شدن (بسته به غلظت مواد) حرارت دیده شده و تا حد ممکن به حالت حلیم‌مانند یا پاته ریز شوند. این کار لازم است تا مواد مختلف با چگالی‌های متفاوت، حالت مشابهی داشته باشند و در عین حال هنگام برش کوله‌بیاکا، شکل خود را در بخش‌های مختلف حفظ کنند. همچنین حالت پاته باعث ایجاد حس «ذوب شدن در دهان» می‌شود.
بسته به نوع کوله‌بیاکا، مواد پرکردنی روی خمیر پهن شده به صورت لایه‌ای یا «زاویه‌دار» چیده می‌شوند. در حالت اول، مواد پرکننده به صورت لایه‌های افقی پشت سر هم گذاشته می‌شوند. هر لایه با یک پنکیک پوشانده می‌شود. پس از گذاشتن آخرین لایه مواد، پرکردنی با خمیر پیچیده می‌شود.
کوله‌بیاکای «زاویه‌دار» بر اساس تعداد زاویه‌ها شکل می‌گیرد. برای دو زاویه: لایه اول مواد به صورت یک تپه - از ضخامت کم مواد در یک طرف خمیر شروع شده - به صورت افزایشی تا طرف دیگر چیده می‌شود به طوری که در برش مثلثی شکل («گوه») ایجاد شود؛ روی سطح مورب پنکیکی گذاشته می‌شود و روی آن مواد دیگری پخش شده و صاف می‌شود تا با لایه دیگر در برش، شکل مستطیل حاصل شود. سپس مواد با خمیر پیچیده می‌شود. برای سه زاویه: روی لایه دوم پنکیکی گذاشته شده و لایه سوم مواد به صورت افقی روی دو لایه اول قرار می‌گیرد و سپس مواد پیچیده می‌شود. برای چهار زاویه: روی دو لایه اول که به صورت گوه‌ای چیده شده‌اند پنکیکی گذاشته شده و سپس مجدداً مواد به صورت تپه‌ای چیده شده و کل پرکردنی با لایه خمیر پیچیده می‌شود.
کوله‌بیاکا که به صورت لوله‌ای پیچیده شده، بر خلاف راستگای، با درز به سمت پایین پخته می‌شود. طبق سنت، روی کوله‌بیاکا با «بافت‌های سه‌تایی» یا «شاخه‌هایی» که از خمیر ساخته شده‌اند تزئین می‌شود، سپس با تخم‌مرغ رومال شده و چند سوراخ برای حفظ رطوبت مواد و یکنواختی کل پای ایجاد می‌شود.
کوله‌بیاکا را به صورت تکه‌هایی برش می‌دهند که در هر تکه تمام مواد پرکردنی حضور داشته باشند. اگر این یک غذای مستقل باشد، معمولاً با کره حیوانی یا خامه ترش سرو می‌شود، یا در صورت تمایل با سس دیگری که با طعم آن هماهنگ باشد. اگر کوله‌بیاکا همراه سوپ یا آبگوشت سرو شود، معمولاً سس اضافه نمی‌شود.